# 穴兄弟
穴兄弟（あなきょうだい）とは、同一の女性と性的関係を持ったことがある男性たちの関係を指す俗語。
対義語は竿姉妹（棒姉妹）。
ここで言う「穴」とは、女性器の隠喩である。女性器を通じて間接的に男性器同士を擦り付けあったことになるため、不快感を覚える男性もいれば、むしろそれに興奮を覚える男性もいる。用例としては、『ジローとヨシヒコは穴兄弟らしいという噂は有名だが、ジローは新宿あたりでノブオとも穴兄弟になったという噂がある』といった表現が一般的である。女性版は、「竿姉妹」（棒姉妹）と言う。性的関係を持ったことは通常は公表をしないが、そうした体験を共有する事で男性同士の結束を深めるために意図的に行われる場合もある。